# Nama aretioides
Nama aretioides là loài thực vật có hoa trong họ Mồ hôi. Loài này được (Hook. & Arn.) Brand mô tả khoa học đầu tiên năm 1912.